# Grenadier (pomme)
 (septembre 2011).
Si vous disposez d'ouvrages ou d'articles de référence ou si vous connaissez des sites web de qualité traitant du thème abordé ici, merci de compléter l'article en donnant les références utiles à sa vérifiabilité et en les liant à la section « Notes et références ».
Pour les articles homonymes, voir Grenadier.
La pomme Grenadier est une variété de pomme découverte en Angleterre vers 1860.

## Description
La Grenadier est une pomme à cuire moyenne à grosse, vert pâle à jaune au goût acidulé.
Précoce et fertile, elle est mature d'août à septembre.

## Culture
La pomme Grenadier supporte toutes formes, est très peu sensible aux tavelures et au chancre, moyennement sensible à l'oïdium et au point liégeux.
Elle est partiellement autofertile mais est mieux pollinisée par d'autres variétés comme la James Grieve, la Cox's Orange Pippin, la Golden Delicious, la Kandil Sinap ou la Peasgood's Nonsuch. C'est une bonne pollinisatrice pour de nombreuses variétés.